# Diahann Carroll
Diahann Carroll (/daɪæn kær.əl/) (født Carol Diahann Johnson den 17. juli 1935, død 4. oktober 2019) var en amerikansk teater- tv- og filmskuespiller. Hun blev nomineret til en Oscar for bedste kvindelige hovedrolle i 1975, for sin præstation i filmen Claudine og vandt en Tony for bedste kvindelige skuespiller i en musical i 1962, for sin præstation i No Strings.

## Biografi
Diahann Carroll blev uddannet på Manhattan School of Performing Arts og arbejdede som natklubsanger og model, før hendes  debut på Broadway i 1954 i stykket The House of Flowers. Samme år fik hun sin filmdebut i Carmen Jones, hvor hun spillede overfor Dorothy Dandridge. I 1968 fik Carroll hovedrollen i tv-serien Julia og fik en masse opmærksomhed, da hun var den første afro-amerikanske kvinde til at have sin egen tv-serie. I 1980'erne spillede hun i flere år rollen som Dominique Deveraux i tv-serien Dollars. I 2000'erne har hun spillet i tv-shows som Greys hvide verden og White Collar.
I 1983 blev Carroll kendt som den første sorte skuespiller for at erstatte en hvid skuespiller i en rolle på Broadway. Dette skete i et opsætningen af Agnes of God.
Diahann Carroll har vundet mange priser, blandt andet vandt hun en Tony Award i 1962 for hendes præstation i No Strings. Hun blev derefter den første afroamerikanske kvinde til at vinde prisen. I 1967 vandt hun en Golden Globe for sin præstation i tv-serien Julia. Hun har yderligere været nomineret til to Golden Globes, fire Emmy Awards og i 1975 nomineret for en Oscar for bedste kvindelige hovedrolle, for sin præstation i Claudine.

## Privatliv
Caroll har været gift fire gange. Det første ægteskab var med pladeproducenten Monte Kay og sammen fik parret en datter. Det andet ægteskab var med butiksindehaveren Fred Glusman, som kun varede få uger i 1973. I 1975 giftede hun sig med redaktøren Robert DeLeon, men i 1977 blev hun enke, da DeLeon døde i et bilulykke. Fjerde ægteskab med sanger Vic Damone varede varede fra 1987 til 1996. Hun har også haft forhold til Sidney Poitier og David Frost.

## Filmografi (udvalg)
- 1954 – Carmen Jones
- 1959 – Porgy og Bess
- 1961 – Holder de af Brahms?
- 1967 – Lad natten komme
- 1968 – Gangsterreden
- 1968–1971 – Julia (TV-serie) (86 afsnit)
- 1974 – Claudine
- 1978 – The Star Wars Holiday Special
- 1985–1987 – The Colbys (TV-serie) (7 afsnit)
- 1984–1987 – Dollars (TV-serie) (73 afsnit)
- 1989–1993 –  A Different World (TV-serie) (9 afsnit)
- 1990 –  Murder in Black and White
- 1991 – The Five Heartbeats
- 1997 –  Eve's Bayou
- 1999 – Having Our Say: The Delany Sisters' First 100 Years
- 2000 – Sally Hemings: An American Scandal
- 2001 – Legenden om Tarzan (TV-serie) (stemme, 3 afsnit)
- 2006–2007 – Greys hvide verden (TV-serie) (5 afsnit)
- 2010 – At Risk , del 1 og 2 (TV-serie)
- 2010–2011 – Diary of a Single Mom (TV-serie) (7 afsnit)
- 2009–2014 – White Collar (TV-serie) (27 afsnit)